# Lotus 17

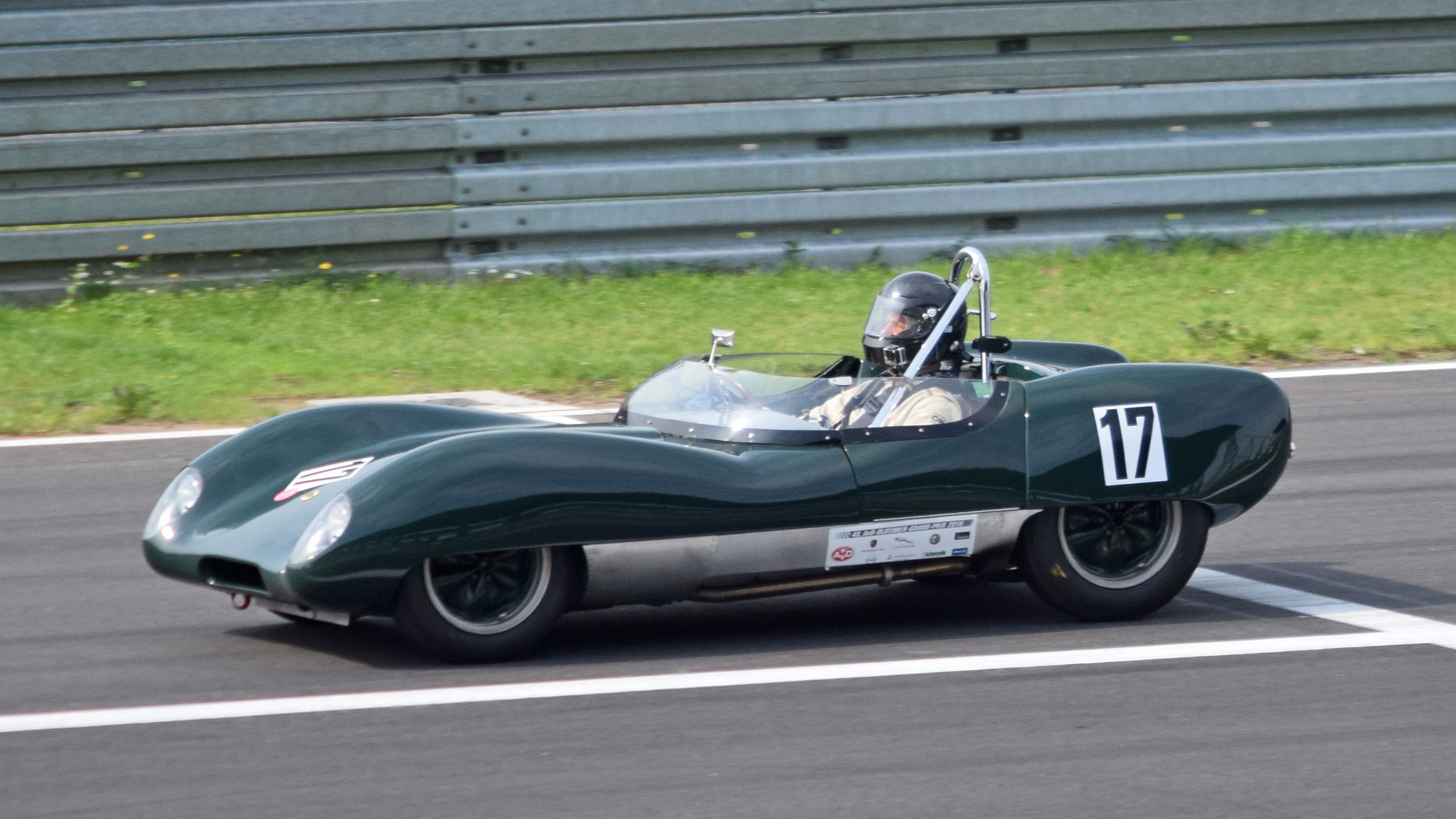
Lotus 17 beim AvD Oldtimer Grand Prix 2015

Der Lotus 17 war ein zweisitziger Rennsportwagen, der von Lotus ab März 1959 als Nachfolger des legendären Lotus XI gebaut wurde.

## Entwicklungsgeschichte
Er gilt heute als der kleinste und leichteste Rennsportwagen, der im Unternehmen von Colin Chapman entstand. Vom Firmengründer stammt das Zitat: „Mehr Leistung macht ein Auto auf der Geraden schneller, weniger Gewicht macht es überall schneller.“ Seinerzeit wurde behauptet, 6 PS (4,4 kW) würden ausreichen, um das nur 72 cm niedrige Fahrzeug 100 km/h schnell zu machen.
Zielvorgabe des Typ 17 war es, einen leichteren und windschlüpfigeren Nachfolger zu entwickeln, um die inzwischen sehr erfolgreichen Lola MK1 schlagen zu können.
Der Chefingenieur der De Havilland Flugzeugwerke Frank Costin (Bruder des späteren Cosworth-Mitbegründers Mike Costin) zeichnete für die Karosserie verantwortlich, die erste aus Kunststoff bei Lotus. Den mit Aluminiumblechen verstärkten 23 kg leichten Gitterrohrrahmens entwarfen Colin Chapman und der Rennwagenkonstrukteur Len Terry. Hierbei setzte sich Chapman mit einem MacPherson-System an der Vorderachse über die Bedenken von Len Terry hinweg. Dies stellte sich später als Fehler heraus.
Die Werksfahrer (unter anderem Graham Hill und Alan Stacey) und Privatkunden beschrieben das ursprüngliche Fahrverhalten des 17 als lebensgefährlich. Entsprechend blieben die erhofften größeren Erfolge im Rennsport aus. Lediglich Graham Hill errang im Oktober 1959 einen Sieg in Brands Hatch für das Werksteam. Bei den 24 Stunden von Le Mans setzten zwei Teams (Michael Taylor, Jonathan Sieff und John Fisher, Alan Stacey, Keith Greene) den Lotus 17 mit einem 750-cm³-Motor ein. Bis heute gilt er als der schnellste 750-cm³-Rennwagen in Le Mans und setzte somit neue Bestmarken im Index of Performance – auch wenn beide Teams ausfielen.
Das Homologationsgewicht des Fahrzeuges betrug lediglich 360 kg. Magnesiumräder, Differential mit Magnesiumgehäuse und der sehr leichte Coventry-Climax-Motor machten dies möglich. Die meisten Fahrzeuge wurden mit 1098 cm³ FWA ausgeliefert, zwei mit 750 cm³, in Kanada wurde ein Fahrzeug 1959 mit einem 1460-cm³-FWB-Motor eingesetzt. In Dänemark startete ein Lotus 17 1959 mit einem 1216-cm³-FWE-Motor. Das Fahrzeug hatte rundum Girling Scheibenbremsen, wie sie auch damals in der Formel 1 verwendet wurden. An der Hinterachse sind diese innenliegend direkt neben dem Differential angeordnet.
Wegen des gefährlichen Fahrverhaltens entschloss man sich schließlich die bereits ausgelieferten Fahrzeuge an der Vorderachse nachzubessern. Alle bis auf ein Fahrzeug wurden auf doppelte Dreieckslenker nach Art der Lotus Elite umgerüstet. Damit waren die Fahrwerksprobleme ausgestanden. Die Umrüstung fiel in eine für Lotus unruhige Zeit mit dem Umzug in die neuen Firmengebäude im Juli 1959 von Hornsey in die viel geräumigeren Gebäude in Chesthunt (Hertfordshire).
Noch bevor der Typ 17 sein tatsächliches Potential zeigen konnte, war seine Ära zu Ende, denn bereits 1960 dominierten die Rennsportwagen mit Mittelmotor. Erst heute zeigen die wenigen noch existenten Exemplare im historischen Rennsport die Genialität einer kompromisslosen Lotus-Konstruktion mit einem möglichen Leistungsgewicht von unter 3 kg/PS.
Stückzahlen: 23 seinerzeit gebaute Fahrzeuge, von denen heute vermutlich noch um die 10 Originale existieren, darunter ein straßenzugelassenes Fahrzeug (Kraftfahrt-Bundesamt).

## Technik
- Karosserie: GFK

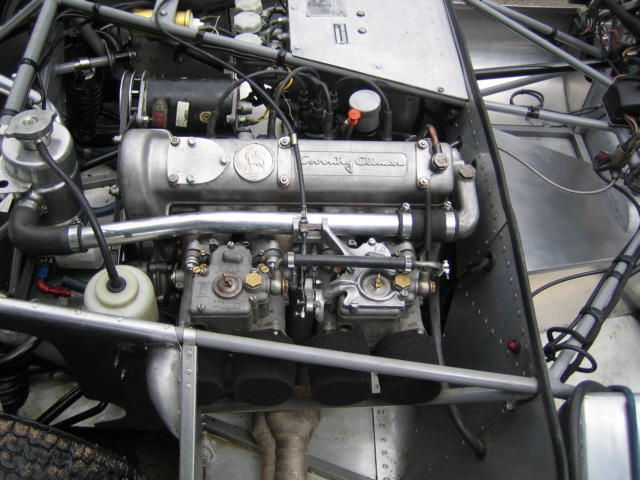
1098-cm³-Motor von Coventry Climax

- Rahmen: Mit Aluminiumprofilen verstärkter Gitterrohrrahmen 23 kg schwer
- Motor: wassergekühlter Vierzylinder Viertakt-Motor von Coventry Climax, Typ FWA, FWE, oder FWB, 750 cm³ -1460 cm³, längs eingebaut, Motorblock-, Zylinderkopf- und Ölwanne aus Aluminium, drei Kurbelwellenhauptlager, eine obenliegende Nockenwelle (drei- oder fünffach gelagert) angetrieben über Stirnräder und Kette, Weber Doppelvergaser
- Kraftübertragung: Einscheiben-Trockenkupplung, manuell zu schaltendes BMC-Vierganggetriebe, Achsantrieb mit Kegel- und Tellerrad und Sperrdifferential im Magnesiumgehäuse
- Radaufhängung vorn: Einzeln an doppelten Querlenkern (ursprünglich mit MacPherson-Federbeinen) Schraubenfedern mit hydraulischen Stoßdämpfern, Stabilisator, Zahnstangenlenkung
- Radaufhängung hinten: Einzeln an  Federbeinen, Dreiecks-Schräglenkern (umgedreht, Kugelgelenk innen, Scharnier außen) und Antriebswellen als Querlenker („Chapman-Achse“)
- Bremsen: Hydraulisches Zweikreisbremssystem mit Waagebalken, Scheibenbremsen von Girling mit Aluminium-Zweikolben-Festsattel rundum, hinten innenliegend
- Länge × Breite × Höhe: 3327 × 1410 × 727 mm
- Gewicht: 360 kg